# River of Rage: The Taking of Maggie Keene
River of Rage: The Taking of Maggie Keene is een Amerikaanse film uit 1993 van Robert Iscove.

## Verhaal
Maggie, een gescheiden vrouw met twee dochters en een ex-stiefzoon, is zenuwachtig voor een tochtje op de rivier met haar nieuwe vriend. Maggie bevindt zich alleen, maar wordt achtervolgd door een meedogenloze bende. Ze moet de Texaanse rivier en hitte zien te overleven. De ex-stiefzoon wordt ongerust, en vertrekt vanuit Californië om haar te vinden.

## Rolverdeling
| Acteur             | Personage       |
| ------------------ | --------------- |
| Victoria Principal | Maggie Keene    |
| Peter Onorati      | Kim             |
| Sean Murray        | Matthew Keene   |
| David Beecroft     | Eric Houseman   |
| Gary Grubbs        | C.W. Hardgrave  |
| Ari Meyers         | Nancy Hardgrave |
| Lee Garlington     | Janice          |
| Dirk Blocker       | Sheriff Mapes   |
| Ray Baker          | Coy Baron       |
| Sal Lopez          | Paco            |